# Cerbera laeta
Cerbera laeta là một loài thực vật có hoa trong họ La bố ma. Loài này được Leeuwenb. mô tả khoa học đầu tiên năm 1998.